# Victor Ambros
Victor Ambros là một nhà sinh học phân tử người Mỹ, giáo sư ở Trường Y Đại học Massachusetts tại Worcester, Massachusetts.

## Cuộc đời và Sự nghiệp
Ambros sinh tại New Hampshire và lớn lên ở Vermont. Ông đậu bằng tiến sĩ ở Học viện Công nghệ Massachusetts, dưới sự hướng dẫn của người đoạt giải Nobel David Baltimore. Ông tiếp tục nghiên cứu ở Học viện Công nghệ Massachusetts như một nghiên cứu sinh hậu tiến sĩ trong phòng thí nghiệm của H. Robert Horvitz, người sẽ đoạt giải Nobel sau này.
Năm 1984, ông trở thành một thành viên trong ban giảng huấn của Đại học Harvard, và chuyển sang Đại học Dartmouth năm 1992. Ambros gia nhập ban giảng huấn của Trường Y học Đại học Massachusetts năm 2008, và hiện nay giữ chức giáo sư Silverman về Khoa học tự nhiên trong chương trình Y học phân tử.
Năm 1993 ông khám phá ra các phân tử RNA nhỏ xíu để điều chỉnh biểu hiện gen, sau này gọi là microRNA.. Năm 2008, ông đoạt các Giải quốc tế Quỹ Gairdner, Giải Albert Lasker cho nghiên cứu Y học cơ bản cho công trình phát hiện nói trên. Năm 2008 ông cũng đoạt Huy chương Benjamin Franklin về Khoa học đời sống.
Tiến sĩ Ambros được bầu vào Viện Hàn lâm Khoa học Quốc gia Hoa Kỳ năm 2007.

## Các giải thưởng
- Cùng đoạt giải Newcomb Cleveland của Hiệp hội thúc đẩy tiến bộ Khoa học Hoa Kỳ cho phần lớn các bài khảo cứu xuất sắc in trong tạp chí Science 2003
- Cùng đoạt giải Rosenstiel của Đại học Brandeis (chung với Craig Mello, Andrew Fire và Gary Ruvkun) cho công trình nghiên cứu Y học lỗi lạc trong năm 2005
- Đoạt Huy chương của Hội Di truyền học Hoa Kỳ năm 2006 cho các đóng góp xuất sắc trong 15 năm qua
- Cùng đoạt Giải quốc tế Quỹ Gairdner năm 2008
- Cùng đoạt Huy chương Benjamin Franklin về Khoa học đời sống của Viện Franklin năm 2008 (chung với Gary Ruvkun và David Baulcombe)
- Cùng đoạt giải Albert Lasker cho nghiên cứu Y học cơ bản (chung với Gary Ruvkun và David Baulcombe) năm 2008
- Cùng đoạt giải Warren 3 năm một lần của Massachusetts General Hospital năm 2008 (chung với Gary Ruvkun)
- Cùng đoạt giải Louisa Gross Horwitz năm 2009 (chung với Gary Ruvkun)
- Cùng đoạt Giải Nobel Sinh lý học hoặc Y học 2024 với Gary Ruvkun.